# Giornata internazionale dello sport per lo sviluppo e la pace
La giornata internazionale dello sport per lo sviluppo e la pace è una Giornata a carattere internazionale. 
L'Assemblea generale delle Nazioni Unite ha deciso di proclamare il 6 aprile come "giornata internazionale dello sport per lo sviluppo e la pace" perché questa data ricorda l'inaugurazione, nel 1896, dei primi giochi olimpici dell'era moderna, ad Atene: il 6 aprile 1896 nascevano così i Giochi della I Olimpiade (i primi giochi olimpici dell'era moderna), grazie anche al contributo di Pierre de Coubertin.

## Celebrazione
L'Assemblea generale delle Nazioni Unite nella Risoluzione 67/296 decide di proclamare il 6 aprile la giornata internazionale dello sport per lo sviluppo e la pace. L'ONU, con questa commemorazione, "invita gli Stati, il sistema delle Nazioni Unite e in particolare l'Ufficio delle Nazioni Unite per lo sviluppo e la pace, le organizzazioni internazionali competenti e le organizzazioni sportive internazionali, regionali e nazionali, la società civile, comprese le organizzazioni non governative e il settore privato e tutti gli altri soggetti interessati a cooperare, osservare e sensibilizzare alla Giornata internazionale dello sport per lo sviluppo e la pace".